# Nyilas Misi
Nyilas Misi kollégiumi kisdiák, Móricz Zsigmond Légy jó mindhalálig című regényének főhőse. Az elszegényedett családból származó, tizenegy esztendős kisfiú osztálya második legjobb tanulója, aki 1892-ben a Debreceni Református Kollégium II. b osztályába jár. A naiv, csupa szív gyermek a tisztaság, a becsület és a tehetség mintaképe.

## Jellemzése
Nyilas Mihály édesapja ácsként dolgozott, öt gyermeke közül Misi volt a legidősebb. A fiú az édesanyját nagyon szerette, az apjára felnézett, a nagybátyját, Isaák Gézát - aki tanárként dolgozott Sárospatakon - példaképének tekintette.
A fizikailag gyenge, apró termetű gyermek az eszével tekintélyt vívott ki magának diáktársai előtt, tudásáért, szorgalmáért, szerénységéért a tanárai is kedvelték. Szerette a könyveket, féltett kincse volt egy Csokonai-kötet. A fiú  első középiskolás évében albérletben lakott Törökéknél, akikhez később is visszalátogatott. Kiváló tanulmányi eredményének és példás magatartásának köszönhette, hogy ingyenes (tandíjmentes) lett a második tanévre. Az osztályában a két legjobb barátja: a gazdag, előkelő család sarja, Orczy Vilmos és a szegény, de hozzá közelebb álló Gimesi Lajos.
Kenyérkereső munkákat is elvállalt: naponta felolvasott (17 és 18 óra között) a vak Pósalaky úrnak, és osztálytársát, Doroghy Sanyikát, egy debreceni dzsentri família gyermekét tanította számtanra és latinra.
Egy ízben Pósalaky bácsi pénzt bízott rá, hogy tegye meg a lutrin. Az elismervényt (a reskontót) azonban - egy Törökéknél tett látogatása közben - János úrfinál felejtette. A ficsúr a megtekintésre átvett szelvényt nem adta vissza a feledékeny Misinek, aki ezután nem emlékezett arra, hogy hová tette a reskontót. A zárkózott, félénk gyermek nem tudta, hogy mitévő legyen, sokáig nem merte felfedni a titkát még a barátai előtt sem. A lutrira megtett számok közül négyet kihúztak, a nyereményt egy titokzatos alak (Török János) felvette. A titkolózás az erkölcsileg érett, becsületes, egyenes jellemű kisfiút - kezdetben - apró - később nagyobb - hazugságokra kényszerítette. Misi akaratlanul a felnőttek (Doroghy Bella és Török János) szerelmi kapcsolatába is belekeveredett, később ezt is a kisfiú „bűnéül” rótták fel.
A regény végén Misi tanári bíróság elé került, ahol a vésztörvényszék rosszindulatú vádjaival összezúzta volna a kis gyanúsítottat, ha meg nem jelenik Isaák Géza, aki érvényt szerzett az igazságnak.
Misi kegyetlenül szembekerült az emberi hitványsággal, a hatalom irgalmatlanságával. Bár kiúttalannak tűnő helyzetbe került, mégsem tört össze, továbbra is hitt az emberekben, megacélozódott benne a szándék, hogy ő jó lesz, és másokat is arra fog tanítani, hogy legyenek jók mindhalálig.